# Lo stambecco ferito
Lo stambecco ferito è un brano musicale di Antonello Venditti, sesta traccia dell'album Lilly, pubblicato nel 1975.
È considerato "uno dei brani maggiormente letterari di Antonello Venditti, uno dei capisaldi della sua produzione" e 
uno dei suoi “grandi brani”. A qualcuno ricorda La locomotiva di Francesco Guccini; il finale di pianoforte è stato considerato da Luca Sofri "all'altezza di Keith Jarrett".

## Il testo
(Dall'introduzione al brano nel concerto a San Siro, pubblicato nell'album dal vivo Da San Siro a Samarcanda)
La canzone, con un testo molto duro, racconta una storia ispirata alle vicende di Felice Riva che Venditti usa simbolicamente per trattare il tema della violenza politica: lo “stambecco” è il sistema (rappresentato da un ricco industriale sfruttatore che tenta la fuga in Svizzera) e il “bracconiere” che lo vuole uccidere è la giustizia proletaria.
La canzone non dà risposte, il finale resta aperto poiché il bracconiere esita nello sparare e viene ucciso dalla polizia; il brano si conclude con una coda strumentale al pianoforte, intitolata La morte del bracconiere, che il cantautore romano esegue creando un contiguo con la parte cantata, così da creare una sorta di canzone nella canzone.

## Esecuzioni dal vivo
Venditti si ritroverà anche in anni recenti ad eseguire questo brano, ed alcune esecuzioni sono state incise nei seguenti album dal vivo:
- Centocittà (1985): riproposto solo l'assolo pianistico;
- Da San Siro a Samarcanda (1992): proposta senza l'assolo finale;
- 70.80 Ritorno Al Futuro (2014): versione integrale

## Ripubblicazioni
Il brano è stato incluso in alcune raccolte dell'autore romano:
- L'album di Antonello Venditti (1983)
- Diamanti (2006)

La parte strumentale di coda è stata inserita anche nel film collettivo Signore e signori, buonanotte (1976), nell'episodio “Sinite parvulos”.

## Cover
Nel 2017 i Christadoro hanno incluso nel loro disco di debutto eponimo una versione del brano doom metal, arricchita dalla citazione di un riff dei Black Sabbath.